# Астрапія чорна

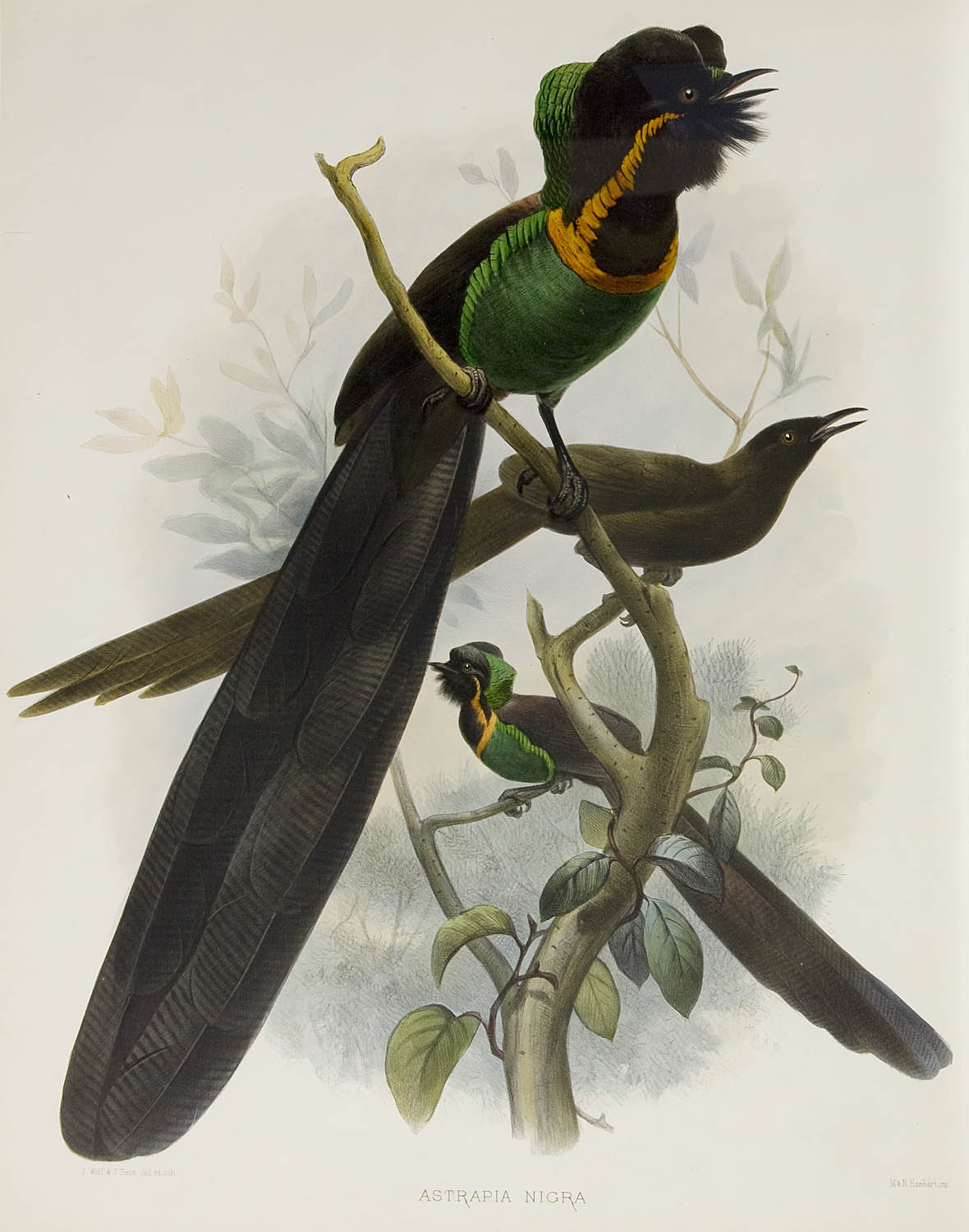
Малюнок із зображенням Astrapia nigra

Астрапія чорна (Astrapia nigra) — вид горобцеподібних птахів родини дивоптахових (Paradisaeidae).

## Поширення
Ендемік півострова Чендравасіх (Доберай), розташованого в північно-західній частині острова Нова Гвінея. Поширений в горах Арфак і Тамрау. Мешкає в хмарних лісах на висоті 1700-2250 м.

## Опис
Птахи цього виду в довжину сягають 76 см (самці) або 50 см (самиці), крило — 22 см, хвіст — 45 см.  Живиться переважно фруктами пандана.